# Liste der Stationen der S-Bahn Tirol

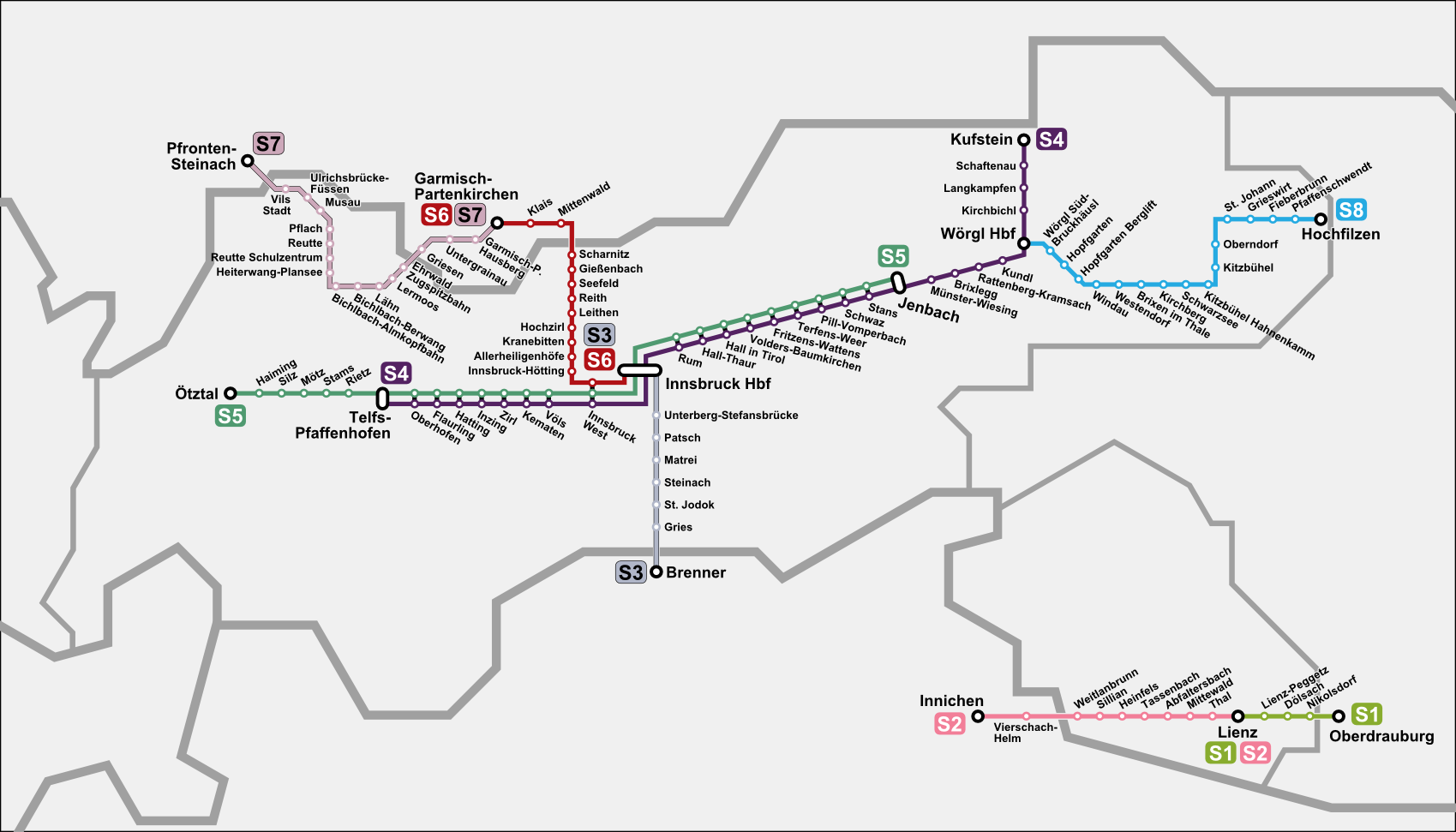
Netzplan der S-Bahn Tirol 2021 (veraltet)

Diese Liste der Stationen der S-Bahn Tirol führt alle Bahnhöfe und Haltestellen auf, die von der S-Bahn Tirol bedient werden. Zu diesem 2007 eingeführten System gehören auch die Regional-Express Züge in Tirol. Seit dem Fahrplanwechsel im Jahr 2023 verfügt das System über 7 S-Bahn-Linien, 3 Regional-Express-Linien, und eine Cityjet-Express-Linie. Die meisten Stationen liegen im Tarifgebiet des Verkehrsverbund Tirol (VVT). Die Verkehrsleistungen werden durch die Österreichischen Bundesbahnen (ÖBB), Deutsche Bahn (DB) (Linie S6 und S7) und SAD (Linie S2) betrieben.

## Bahnhöfe und Haltestellen

### Linien
| Linie                       | Bahnhöfe und Haltestellen | Anmerkung |
| --------------------------- | --- | --- |
| S-Bahn Tirol#S1             | Lienz – Lienz-Peggetz – Dölsach – Nikolsdorf – Oberdrauburg | Ab Oberdrauburg fährt der Zug als Kärntner weiter nach Friesach.                                                                          |
| S-Bahn Tirol#S2             | Lienz – Thal – Mittewald an der Drau – Abfaltersbach – Tassenbach – Heinfels – Sillian – Weitlanbrunn – Versciaco-Elmo/Vierschach-Helm – San Candido/Innichen | Ab San Candido/Innichen fährt der Zug als italienischer Regionalzug nach Fortezza/Franzensfeste.                                          |
| S-Bahn Tirol#S3             | Innsbruck Hbf – Matrei am Brenner – Steinach in Tirol – St. Jodok am Brenner – Gries am Brenner – Brennero/Brenner | |
| S-Bahn Tirol#S4             | Telfs-Pfaffenhofen – Oberhofen im Inntal – Flaurling – Hatting – Inzing – Zirl – Kematen in Tirol – Völs – Innsbruck Westbf – Innsbruck Hbf – Innsbruck Messe – Rum – Hall-Thaur – Hall in Tirol – Volders-Baumkirchen – Fritzens-Wattens – Terfens-Weer – Pill-Vomperbach – Schwaz – Stans – Jenbach                                                                         | Fährt als Nacht S-Bahn und zu Tagesrandzeiten teilweise bis Landeck-Zams, Ötztal und Kufstein.                                            |
| S-Bahn Tirol#S6             | Innsbruck Hbf – Innsbruck Westbf – Innsbruck Hötting – Innsbruck Allerheiligenhöfe – Kranebitten – Hochzirl – Leithen – Reith – Seefeld in Tirol – Gießenbach – Scharnitz – Mittenwald (– Klais – Garmisch-Partenkirchen) | Zwischen Mittenwald und Garmisch-Partenkirchen verkehrt der Zug als .                                                                     |
| S-Bahn Tirol#S7             | (Garmisch-Partenkirchen – Garmisch-Partenkirchen Hausberg – Untergrainau – Griesen (Oberbayern) –) Ehrwald Zugspitzbahn – Lermoos – Lähn – Bichlbach-Berwang – Bichlbach-Almkopfbahn – Heiterwang-Plansee – Reutte Schulzentrum – Reutte in Tirol – Pflach – Musau – Ulrichsbrücke-Füssen – Vils Stadt – Pfronten-Steinach                                                    | Zwischen Garmisch-Partenkirchen und Ehrwald Zugspitzbahn verkehrt der Zug als . Einige Stationen sind Bedarfshaltestellen.                |
| S-Bahn Tirol#S8             | Wörgl Hbf – Wörgl Süd-Bruckhäusl – Hopfgarten – Hopfgarten Berglift – Windau – Westendorf – Brixen im Thale – Kirchberg in Tirol – Kitzbühel Schwarzsee – Kitzbühel Hahnenkamm – Kitzbühel – Oberndorf in Tirol – St. Johann in Tirol – Grieswirt – Fieberbrunn – Pfaffenschwendt – Hochfilzen – Leogang – Leogang-Steinberge – Saalfelden – Maishofen-Saalbach – Zell am See | |
| Regional-Express#Österreich | Innsbruck Hbf – Innsbruck Westbf – Völs – Telfs-Pfaffenhofen – Rietz – Stams – Mötz – Silz – Haiming – Ötztal (– Roppen – Imst-Pitztal – Imsterberg – Schönwies – Landeck-Zams) | |
| Regional-Express#Österreich | Innsbruck Hbf – Innsbruck Messe – Rum – Hall in Tirol – Schwaz – Jenbach – Münster-Wiesing – Brixlegg – Rattenberg-Kramsach – Kundl – Wörgl Hbf (– Kirchbichl – Schaftenau – Kufstein) | Die in Wörgl endenden Verbindungen verkehren meist als Richtung Saalfelden und Zell am See weiter.                                        |
| Regional-Express#Österreich | Wörgl Hbf – Hofgarten Berglift – Westendorf – Brixen im Thale – Kirchberg in Tirol – Kitzbühel Hahnenkamm – Kitzbühel – St. Johann in Tirol – Fieberbrunn – Hochfilzen – Leogang – Leogang-Steinberge – Saalfelden – Maishofen-Saalbach – Zell am See | Ab Zell am See fährt der Zug als Salzburger REX3 weiter nach Salzburg Hbf. Kitzbühel Hahnenkamm wird nur zu bestimmten Zeiten angefahren. |
| Regional-Express#Österreich | Innsbruck Hbf – Innsbruck Messe – Rum – Jenbach – Wörgl Hbf – Schaftenau – Kufstein | In Wörgl wird der Zug meist geteilt, wovon eine Hälfte als Richtung Saalfelden und Zell am See verkehrt.                                  |

### Legende zur Liste der Stationen
In der Spalte Station wird der Name des Bahnhofs bzw. der Haltestelle angegeben.
In der Spalte Lage sind die Gemeinden und die dazugehörigen Bezirke/Landkreise/Provinzen in Klammer aufgelistet. Dabei gilt:
- I = Bezirk Innsbruck-Stadt (Tirol)
- IL = Bezirk Innsbruck-Land (Tirol)
- RE = Bezirk Reutte (Tirol)
- LA = Bezirk Landeck (Tirol)
- IM = Bezirk Imst (Tirol)
- SZ = Bezirk Schwaz (Tirol)
- KU = Bezirk Kufstein (Tirol)
- KB = Bezirk Kitzbühel (Tirol)
- LZ = Bezirk Lienz (Tirol)
- SP = Bezirk Spittal an der Drau (Kärnten)
- ZE = Bezirk Zell am See (Salzburg)
- BZ = Provinz Bozen – Südtirol (Trentino-Südtirol)
- GAP = Landkreis Garmisch-Partenkirchen (Bayern)
- OAL = Landkreis Ostallgäu (Bayern)

In der Spalte Linie werden alle Verbindungen der S-Bahn Tirol angegeben.
In der Spalte Umstieg sind alle Umsteigemöglichkeiten zum Fern -/ Regionalverkehr, Stadtverkehr, Nachtverkehr und zu den Regionalbussen aufgelistet.
In der Spalte Ausstattung werden alle Angebote des Bahnhofs, wie etwa Fahrradstellplätze oder Park+Ride Anlagen aufgelistet.

### Liste der Stationen
| Station                         | Lage                         | Linie | Umstieg | Ausstattung                                                                  | Bild |
| ------------------------------- | ---------------------------- | --- | --- | ---------------------------------------------------------------------------- | ---- |
| Abfaltersbach                   | Abfaltersbach (LZ)           | S-Bahn Tirol#S2 | Regionalbusse: 962 962T |                                                                              |      |
| Bichlbach-Almkopfbahn           | Bichlbach (RE)               | S-Bahn Tirol#S7 | Dorfbus: 6 |                                                                              |      |
| Bichlbach-Berwang               | Bichlbach (RE)               | S-Bahn Tirol#S7 | Dorfbusse: 5 6 |                                                                              |      |
| Brennero/Brenner                | Brenner (BZ)                 | S-Bahn Tirol#S3 | Fern -und Regionalverkehr: Xpress R RE Regionalbusse: 4143 4145 |                                                                              |      |
| Brixen im Thale                 | Brixen im Thale (KB)         | S-Bahn Tirol#S8 · Regional-Express#Österreich                                                                                                 | |                                                                              |      |
| Brixlegg                        | Brixlegg (KU)                | Regional-Express#Österreich | Regionalbusse: 601 602 603 604 605 611 620 621 657 | Fahrradgarage Lift                                                           |      |
| Dölsach                         | Dölsach (LZ)                 | S-Bahn Tirol#S1 | | Fahrradgarage                                                                |      |
| Ehrwald Zugspitzbahn            | Ehrwald (RE)                 | S-Bahn Tirol#S7 | Regionalverkehr: Dorfbusse: 1 2 3 Regionalbus: 150 | Fahrradgarage                                                                |      |
| Fieberbrunn                     | Fieberbrunn (KB)             | S-Bahn Tirol#S8 · Regional-Express#Österreich                                                                                                 | Fernverkehr: Xpress D Regionalbusse: 8301 8302 |                                                                              |      |
| Flaurling                       | Flaurling (IL)               | S-Bahn Tirol#S4 | | Fahrradgarage                                                                |      |
| Fritzens-Wattens                | Fritzens (IL)                | S-Bahn Tirol#S4 | Dorfbusse: 2 525T | Fahrradgarage                                                                |      |
| Garmisch-Partenkirchen          | Garmisch-Partenkirchen (GAP) | S-Bahn Tirol#S6 · S-Bahn Tirol#S7 | Fern -und Regionalverkehr: Ortsbusse: 1 2 3 4 5 |                                                                              |      |
| Garmisch-Partenkirchen Hausberg | Garmisch-Partenkirchen (GAP) | S-Bahn Tirol#S7 | Regionalverkehr: |                                                                              |      |
| Gießenbach                      | Scharnitz (IL)               | S-Bahn Tirol#S6 | |                                                                              |      |
| Gries am Brenner                | Gries am Brenner (IL)        | S-Bahn Tirol#S3 | Regionalverkehr: |                                                                              |      |
| Griesen (Oberbayern)            | Garmisch-Partenkirchen (GAP) | S-Bahn Tirol#S7 | Regionalverkehr: |                                                                              |      |
| Grieswirt                       | St. Johann in Tirol (KB)     | S-Bahn Tirol#S8 | |                                                                              |      |
| Haiming                         | Haiming (IM)                 | Regional-Express#Österreich | | Fahrradgarage                                                                |      |
| Hall in Tirol                   | Hall in Tirol (IL)           | S-Bahn Tirol#S4 · Regional-Express#Österreich                                                                                                 | Stadtverkehr: 1B 2 3 6 7 Regionalbus: 540 | Fahrradgarage Lift                                                           |      |
| Hall-Thaur                      | Hall in Tirol (IL)           | S-Bahn Tirol#S4 | Regionalbusse: 504 456 469 650 | Lift                                                                         |      |
| Hatting                         | Hatting (IL)                 | S-Bahn Tirol#S4 | | Fahrradgarage                                                                |      |
| Heinfels                        | Heinfels (LZ)                | S-Bahn Tirol#S2 | | Fahrradgarage                                                                |      |
| Heiterwang-Plansee              | Heiterwang (RE)              | S-Bahn Tirol#S7 | | Fahrradgarage                                                                |      |
| Hochfilzen                      | Hochfilzen (KB)              | S-Bahn Tirol#S8 · Regional-Express#Österreich                                                                                                 | Fernverkehr: Regionalbusse: 8302 690 |                                                                              |      |
| Hochzirl                        | Zirl (IL)                    | S-Bahn Tirol#S6 | Regionalbus: 451 |                                                                              |      |
| Hopfgarten                      | Hopfgarten im Brixental (KB) | S-Bahn Tirol#S8 | Fernverkehr: Xpress D Regionalbusse: 4051 862 |                                                                              |      |
| Hopfgarten Berglift             | Hopfgarten im Brixental (KB) | S-Bahn Tirol#S8 · Regional-Express#Österreich                                                                                                 | Regionalbusse: 4051 4057 862 |                                                                              |      |
| Imsterberg                      | Imsterberg (IM)              | Regional-Express#Österreich | Regionalbus: 317 | Fahrradgarage                                                                |      |
| Imst-Pitztal                    | Arzl im Pitztal (IM)         | Regional-Express#Österreich | Fernverkehr: Xpress D Stadtverkehr: 2 3 5 Regionalbusse: 155 310 311 318 160X Nachtverkehr: | Fahrradgarage                                                                |      |
| Innsbruck Allerheiligenhöfe     | Innsbruck (I)                | S-Bahn Tirol#S6 | Stadtverkehr: A K Nachtverkehr: N8 |                                                                              |      |
| Innsbruck Hauptbahnhof          | Innsbruck (I)                | S-Bahn Tirol#S3 · S-Bahn Tirol#S4 · S-Bahn Tirol#S6 · Regional-Express#Österreich · Regional-Express#Österreich · Regional-Express#Österreich | Fern -und Regionalverkehr: Xpress D STB Stadtverkehr: 3 5 STB F K R TS Regionalbusse: 501 502 503 504 505 590 350 355 401 404 405 408 456 461 462 463 464 4694127 4166 540 560 589 590 650 655 8330 8352 160X 960X Nachtverkehr: N1 N2 N3 N8 502N 590N 350N 404N 464N 540N 560N 590N | Parkgarage Fahrradboxen Schließfächer Lift, Rolltreppen Shopping & Kulinarik |      |
| Innsbruck Hötting               | Innsbruck (I)                | S-Bahn Tirol#S6 | |                                                                              |      |
| Innsbruck Messe                 | Innsbruck (I)                | S-Bahn Tirol#S4 · Regional-Express#Österreich · Regional-Express#Österreich                                                                   | Stadtverkehr: R 1 | Lift                                                                         |      |
| Innsbruck Westbahnhof           | Innsbruck (I)                | S-Bahn Tirol#S4 · S-Bahn Tirol#S6 · Regional-Express#Österreich                                                                               | Fern -und Regionalverkehr: STB Stadtverkehr: 1 6 T Nachtverkehr: N3 |                                                                              |      |
| Inzing                          | Inzing (IL)                  | S-Bahn Tirol#S4 | | Fahrradgarage                                                                |      |
| Jenbach                         | Jenbach (SZ)                 | S-Bahn Tirol#S4 · Regional-Express#Österreich · Regional-Express#Österreich                                                                   | Fern -und Regionalverkehr: Xpress Dorfbusse: 1 2 Regionalbusse: 4080 601 602 657 8330 8332 8336 Nachtverkehr: | Fahrradgarage Lift Shopping & Kulinarik                                      |      |
| Kematen in Tirol                | Kematen in Tirol (IL)        | S-Bahn Tirol#S4 | | Fahrradgarage                                                                |      |
| Kirchberg in Tirol              | Kirchberg in Tirol (KB)      | S-Bahn Tirol#S8 · Regional-Express#Österreich                                                                                                 | Fernverkehr: Xpress D Regionalbus: 4004 |                                                                              |      |
| Kirchbichl                      | Kirchbichl (KU)              | Regional-Express#Österreich | Regionalbusse: 4026 4055 760 | Fahrradgarage                                                                |      |
| Kitzbühel                       | Kitzbühel (KB)               | S-Bahn Tirol#S8 · Regional-Express#Österreich                                                                                                 | Fernverkehr: Xpress D Regionalbusse: 4000 4004 4006 4008 4010 4012 4051 950X | Lift Shopping & Kulinarik                                                    |      |
| Kitzbühel Hahnenkamm            | Kitzbühel (KB)               | S-Bahn Tirol#S8 · Regional-Express#Österreich                                                                                                 | Fernverkehr: Regionalbusse: 4002 4004 4008 4010 4051 |                                                                              |      |
| Kitzbühel Schwarzsee            | Kitzbühel (KB)               | S-Bahn Tirol#S8 | Regionalbusse: 4004 4006 4051 |                                                                              |      |
| Klais                           | Krün (GAP)                   | S-Bahn Tirol#S6 | Regionalverkehr: |                                                                              |      |
| Kranebitten                     | Innsbruck (I)                | S-Bahn Tirol#S6 | Stadtverkehr: K Nachtverkehr: N8 |                                                                              |      |
| Kufstein                        | Kufstein (KU)                | Regional-Express#Österreich · Regional-Express#Österreich                                                                                     | Fern -und Regionalverkehr: Xpress Stadtverkehr: 1 2 4 Regionalbusse: 4026 4030 4036 4046 4047 4055 4056 4068 4902 50 52 Nachtverkehr: 730N | Fahrradgarage Lift                                                           |      |
| Kundl                           | Kundl (KU)                   | Regional-Express#Österreich | Regionalbus: 760 | Fahrradgarage                                                                |      |
| Lähn                            | Bichlbach (RE)               | S-Bahn Tirol#S7 | |                                                                              |      |
| Landeck-Zams                    | Landeck (LA)                 | Regional-Express#Österreich | Fernverkehr: Xpress D Stadtverkehr: 1 5 6 7 Regionalbusse: 210 220 240 250 260 270 273 Nachtverkehr: | Lift Shopping & Kulinarik                                                    |      |
| Leithen                         | Reith bei Seefeld (IL)       | S-Bahn Tirol#S6 | |                                                                              |      |
| Leogang                         | Leogang (ZE)                 | S-Bahn Tirol#S8 · Regional-Express#Österreich                                                                                                 | Regionalbus: 690 |                                                                              |      |
| Leogang-Steinberge              | Leogang (ZE)                 | S-Bahn Tirol#S8 · Regional-Express#Österreich                                                                                                 | |                                                                              |      |
| Lermoos                         | Lermoos (RE)                 | S-Bahn Tirol#S7 | Regionalverkehr: Regionalbus: 198T |                                                                              |      |
| Lienz                           | Lienz (LZ)                   | S-Bahn Tirol#S1 · S-Bahn Tirol#S2 | Fernverkehr: Stadtverkehr: 1 2 3 Regionalbusse: 940 941 942 951 954 955 961 962 Fernbusse: 950X 960X Nachtverkehr: 900N 901N | Fahrradgarage Schließfächer Lift Shopping & Kulinarik                        |      |
| Lienz-Peggetz                   | Lienz (LZ)                   | S-Bahn Tirol#S1 | |                                                                              |      |
| Maishofen-Saalbach              | Maishofen (ZE)               | S-Bahn Tirol#S8 · Regional-Express#Österreich                                                                                                 | Fern -und Regionalverkehr: D Regionalbus: 680 | Fahrradgarage Lift                                                           |      |
| Matrei                          | Matrei am Brenner (IL)       | S-Bahn Tirol#S3 | Dorfbus: MÜHXI Regionalbusse: 560 4145 8365 Nachtverkehr: 560N | Lift                                                                         |      |
| Mittenwald                      | Mittenwald (GAP)             | S-Bahn Tirol#S6 | Regionalverkehr: Regionalbus: 431 |                                                                              |      |
| Mittewald an der Drau           | Anras (LZ)                   | S-Bahn Tirol#S2 | Regionalbus: 961 Nachtverkehr: 901N | Fahrradgarage                                                                |      |
| Mötz                            | Mötz (IM)                    | Regional-Express#Österreich | Regionalbusse: 470 4196 8352 | Fahrradgarage                                                                |      |
| Münster-Wiesing                 | Wiesing (SZ)                 | Regional-Express#Österreich | | Fahrradgarage                                                                |      |
| Musau                           | Musau (RE)                   | S-Bahn Tirol#S7 | |                                                                              |      |
| Nikolsdorf                      | Nikolsdorf (LZ)              | S-Bahn Tirol#S1 | |                                                                              |      |
| Oberdrauburg                    | Oberdrauburg (SP)            | S-Bahn Tirol#S1 | Fernverkehr: Regionalbusse: 5021 5052 | Fahrradgarage                                                                |      |
| Oberhofen im Inntal             | Oberhofen im Inntal (IL)     | S-Bahn Tirol#S4 | Stadtverkehr: 2 | Fahrradgarage                                                                |      |
| Oberndorf in Tirol              | Oberndorf in Tirol (KB)      | S-Bahn Tirol#S8 | |                                                                              |      |
| Ötztal                          | Haiming (IM)                 | S-Bahn Tirol#S4 · Regional-Express#Österreich                                                                                                 | Fernverkehr: Xpress D Regionalbusse: 320 4196 8352 Nachtverkehr: | Fahrradgarage                                                                |      |
| Pfaffenschwendt                 | Fieberbrunn (KB)             | S-Bahn Tirol#S8 | Regionalbusse: 8302 690 |                                                                              |      |
| Pflach                          | Pflach (RE)                  | S-Bahn Tirol#S7 | |                                                                              |      |
| Pfronten-Steinach               | Pfronten (OAL)               | S-Bahn Tirol#S7 | Regionalverkehr: |                                                                              |      |
| Pill-Vomperbach                 | Terfens (SZ)                 | S-Bahn Tirol#S4 | Stadtverkehr: 1 4 Regionalbus: 8384 | Fahrradgarage                                                                |      |
| Rattenberg-Kramsach             | Radfeld (KU)                 | Regional-Express#Österreich | | Fahrradgarage                                                                |      |
| Reith                           | Reith bei Seefeld (IL)       | S-Bahn Tirol#S6 | Regionalbus: 432 |                                                                              |      |
| Reutte Schulzentrum             | Reutte (RE)                  | S-Bahn Tirol#S7 | |                                                                              |      |
| Reutte in Tirol                 | Reutte (RE)                  | S-Bahn Tirol#S7 | Regionalbusse: 100 110 120 150 160X | Fahrradgarage                                                                |      |
| Rietz                           | Rietz (IM)                   | Regional-Express#Österreich | Regionalbus: 8352 | Fahrradgarage                                                                |      |
| Roppen                          | Roppen (IM)                  | Regional-Express#Österreich | |                                                                              |      |
| Rum                             | Rum (IL)                     | S-Bahn Tirol#S4 · Regional-Express#Österreich · Regional-Express#Österreich                                                                   | Stadtverkehr: 5 T F Regionalbusse: 504 456 469 508 509 650 | Lift                                                                         |      |
| Saalfelden                      | Saalfelden (ZE)              | S-Bahn Tirol#S8 · Regional-Express#Österreich                                                                                                 | Fern -und Regionalverkehr: Xpress D Stadtverkehr: 60 62 Regionalbusse: 260 620 621 660 690 | Lift Shopping & Kulinarik                                                    |      |
| San Candido/Innichen            | Innichen (BZ)                | S-Bahn Tirol#S2 | Regionalverkehr: R Nachtverkehr: ICN |                                                                              |      |
| Schaftenau                      | Langkampfen (KU)             | Regional-Express#Österreich · Regional-Express#Österreich                                                                                     | | Fahrradgarage                                                                |      |
| Scharnitz                       | Scharnitz (IL)               | S-Bahn Tirol#S6 | Regionalbus: 435 |                                                                              |      |
| Schönwies                       | Schönwies (LA)               | Regional-Express#Österreich | | Fahrradgarage                                                                |      |
| Schwaz                          | Schwaz (SZ)                  | S-Bahn Tirol#S4 · Regional-Express#Österreich                                                                                                 | Stadtverkehr: 1 2 3 4 9 10 31 41 Regionalbusse: 601 602 657 8381 8384 | Fahrradgarage Lift Shopping & Kulinarik                                      |      |
| Seefeld in Tirol                | Seefeld in Tirol (IL)        | S-Bahn Tirol#S6 | Fernverkehr: Regionalbusse: 430 432 434 435 | Lift                                                                         |      |
| Sillian                         | Sillian (LZ)                 | S-Bahn Tirol#S2 | Regionalbusse: 965 966 | Fahrradgarage                                                                |      |
| Silz                            | Silz (IM)                    | Regional-Express#Österreich | | Fahrradgarage                                                                |      |
| Stams                           | Stams (IM)                   | Regional-Express#Österreich | | Fahrradgarage                                                                |      |
| Stans                           | Stans (SZ)                   | S-Bahn Tirol#S4 | |                                                                              |      |
| Steinach in Tirol               | Steinach am Brenner (IL)     | S-Bahn Tirol#S3 | Regionalbusse: 560 4143 4144 4145 4146 Nachtverkehr: 560N | Lift                                                                         |      |
| St. Jodok am Brenner            | Schmirn (IL)                 | S-Bahn Tirol#S3 | |                                                                              |      |
| St. Johann in Tirol             | St. Johann in Tirol (KB)     | S-Bahn Tirol#S8 · Regional-Express#Österreich                                                                                                 | Fernverkehr: Xpress D Regionalbusse: 4000 4012 4060 8301 690 | Lift                                                                         |      |
| Tassenbach                      | Strassen (LZ)                | S-Bahn Tirol#S2 | Regionalbusse: 961 965 960X Nachtverkehr: 901N | Fahrradgarage                                                                |      |
| Telfs-Pfaffenhofen              | Pfaffenhofen (IL)            | S-Bahn Tirol#S4 · Regional-Express#Österreich                                                                                                 | Fernverkehr: Stadtverkehr: 2 Regionalbusse: 350 8352 Nachtverkehr: 355N | Fahrradgarage Lift                                                           |      |
| Terfens-Weer                    | Terfens (SZ)                 | S-Bahn Tirol#S4 | Stadtverkehr: 4 | Fahrradgarage                                                                |      |
| Thal                            | Assling (LZ)                 | S-Bahn Tirol#S2 | Regionalbusse: 961 962 962T Nachtverkehr: 901N | Fahrradgarage                                                                |      |
| Ulrichsbrücke-Füssen            | Musau (RE)                   | S-Bahn Tirol#S7 | |                                                                              |      |
| Untergrainau                    | Grainau (GAP)                | S-Bahn Tirol#S7 | Regionalverkehr: |                                                                              |      |
| Versciaco-Elmo/Vierschach-Helm  | Innichen (BZ)                | S-Bahn Tirol#S2 | |                                                                              |      |
| Vils Stadt                      | Vils (RE)                    | S-Bahn Tirol#S7 | |                                                                              |      |
| Volders-Baumkirchen             | Baumkirchen (IL)             | S-Bahn Tirol#S4 | | Fahrradgarage                                                                |      |
| Völs                            | Völs (IL)                    | S-Bahn Tirol#S4 · Regional-Express#Österreich                                                                                                 | Stadtverkehr: T Regionalbusse: 405 408 461 462 464 469 4166 Nachtverkehr: 464N | Fahrradgarage                                                                |      |
| Weitlanbrunn                    | Sillian (LZ)                 | S-Bahn Tirol#S2 | | Fahrradgarage                                                                |      |
| Westendorf                      | Westendorf (KB)              | S-Bahn Tirol#S8 · Regional-Express#Österreich                                                                                                 | Regionalbus: 4051 |                                                                              |      |
| Windau                          | Westendorf (KB)              | S-Bahn Tirol#S8 | Regionalbus: 4051 |                                                                              |      |
| Wörgl Hauptbahnhof              | Wörgl (KU)                   | S-Bahn Tirol#S8 · Regional-Express#Österreich · Regional-Express#Österreich · Regional-Express#Österreich                                     | Fernverkehr: Xpress D Stadtverkehr: 1 3 4 5 Regionalbusse: 4026 4051 4055 4060 4068 657 760 770 Nachtverkehr: | Fahrradgarage Schließfächer Lift Shopping & Kulinarik                        |      |
| Wörgl Süd-Bruckhäusl            | Wörgl (KU)                   | S-Bahn Tirol#S8 | Stadtverkehr: 4 Regionalbus: 4051 |                                                                              |      |
| Zell am See                     | Zell am See (ZE)             | S-Bahn Tirol#S8 · Regional-Express#Österreich                                                                                                 | Fern -und Regionalverkehr: D R Regionalbusse: 70 260 660 670 | Fahrradgarage Schließfächer Lift                                             |      |
| Zirl                            | Zirl (IL)                    | S-Bahn Tirol#S4 | Stadtverkehr: 2 | Fahrradgarage                                                                |      |

### Aufgelassene Stationen
Diese Tabelle zeigt die aufgelassenen Stationen der S-Bahn Tirol seit der Einführung im Jahr 2007. Es wurden bereits vor der Einführung der S-Bahn Tirol einige Bahnhöfe/Haltestellen in Tirol aufgelassen oder wurden nie von ihr bedient. Diese sind hier nicht aufgelistet.
| Station                 | Lage                      | Jahr der Auflassung     | Grund der Auflassung | Bild |
| ----------------------- | ------------------------- | ----------------------- | --- | ---- |
| Brennersee              | Gries am Brenner (IL)     | Fahrplanwechsel 2008    | Verlor durch die Erweiterung des Bahnhofs Brenner seinen Status als Grenzbahnhof und an Bedeutung im Personenverkehr. Heute steht hier der Terminal Brennersee der RoLa.                                                                               |      |
| St. Anton am Arlberg    | St. Anton am Arlberg (LA) | Fahrplanwechsel 2010    | Der Regionalverkehr wurde zwischen Bludenz und Landeck-Zams stark reduziert, bis er schließlich 2010 komplett eingestellt wurde. Heute halten hier ausschließlich Fernverkehrszüge.                                                                    |      |
| Langkampfen             | Langkampfen (KU)          | Fahrplanwechsel 2023/24 | Um die 57-minütige Fahrtzeit des zwischen Innsbruck und Kufstein zu gewährleisten. Zur Fertigstellung der Unterinntaltrasse soll die Station Schaftenau ebenso aufgelassen werden und eine neue Haltestelle zwischen diesem und Langkampfen entstehen. |      |
| Unterberg-Stefansbrücke | Innsbruck (I)             | Fahrplanwechsel 2024/25 | Bis zu ihrer Auflassung wurde die Anbindung beider Stationen immer weiter reduziert. |      |
| Patsch                  | Patsch (IL)               | Fahrplanwechsel 2024/25 | Bis zu ihrer Auflassung wurde die Anbindung beider Stationen immer weiter reduziert. |      |